# Макс Крокомб
Макс Крокомб (англ. Max Crocombe, нар. 12 серпня 1993, Окленд) — новозеландський футболіст, воротар англійського клубу «Бертон Альбіон» та національної збірної Нової Зеландії.
Виступав також за клуб «Оксфорд Юнайтед».

## Клубна кар'єра
Народився 12 серпня 1993 року в місті Окленд.
У дорослому футболі дебютував 2009 року виступами за команду «Бакінгем Таун», в якій провів один сезон, взявши участь у 33 матчах чемпіонату. 
Своєю грою за цю команду привернув увагу представників тренерського штабу клубу «Оксфорд Юнайтед», до складу якого приєднався 2012 року. Відіграв за команду з Оксфорда наступні три сезони своєї ігрової кар'єри.
Згодом з 2015 по 2023 рік грав у складі команд «Нанітон Таун», «Барнет», «Саутпорт», «Карлайл Юнайтед», «Солфорд Сіті», «Брисбен Роар», «Мельбурн Вікторі» та «Грімсбі Таун».
До складу клубу «Бертон Альбіон» приєднався 2023 року. Станом на 7 вересня 2023 року відіграв за команду з міста Бертон-апон-Трент 43 матчі в національному чемпіонаті.

## Виступи за збірні
Протягом 2013–2015 років залучався до складу молодіжної збірної Нової Зеландії. На молодіжному рівні зіграв у 8 офіційних матчах, пропустив 8 голів.
У 2015 році дебютував в офіційних матчах у складі національної збірної Нової Зеландії.
У складі збірної був учасником кубка націй ОФК 2016 року у Папуа Новій Гвінеї, здобувши того року титул переможця турніру, кубка націй ОФК 2024 року у Фіджі і Вануату.

## Титули і досягнення
- Кращий воротар Кубка націй ОФК: Фіджі/Вануату 2024